# Jorun Sandvik
Jorun Sandvik (1940) è un'ex sciatrice alpina norvegese.

## Biografia
Sciatrice polivalente, dopo aver vinto la medaglia d'argento nella discesa libera ai Campionati norvegesi 1963 (Oppdal, 1-3 marzo) Jorun Sandvik gareggiò in campo internazionale nel 1964, anno in cui prese parte al trofeo Holmenkollen-Kandahar (Voss, 14-15 marzo), dove si classificò 10ª nella discesa libera e 11ª nella combinata, e alle gare di Oppdal del 21-22 marzo, dove si piazzò 6ª nello slalom gigante e 7ª nello slalom speciale; non prese parte a rassegne olimpiche o iridate.

## Palmarès

### Campionati norvegesi
- 1 medaglia[senza fonte]:
  - 1 argento (discesa libera nel 1963)[senza fonte]